# Distretto di Vehari
Il distretto di Vehari (in urdu: ضلع وہاڑی) è un distretto del Punjab, in Pakistan, che ha come capoluogo Vehari. Nel 1998 possedeva una popolazione di 2.090.416 abitanti.